# Origa
Origa (in russo Орига?), pseudonimo di Ol'ga Vital'evna Jakovleva (in russo Ольга Витальевна Яковлева?; Kočenëvo, 12 ottobre 1970 – Tokyo, 17 gennaio 2015) è stata una cantautrice russa.
Nata nell'oblast' di Novosibirsk, dopo essersi diplomata in una scuola di musica nel 1990 si è stabilita in Giappone nel 1991 ed è stata assunta dall'Organizzazione ROAD&SKY nel 1993. Origa, oltre al Radio Japan Series, ha partecipato a numerosi progetti di vari artisti e ha fatto parte del coro autore del singolo dedicato al terremoto di Kōbe.
Nel 2005 Origa, come cantautrice, ha pubblicato sette album, due mini-album e tre singoli. La sua fama al di fuori del Giappone è cresciuta con la pubblicazione delle colonne sonore di Ghost in the Shell: Stand Alone Complex (2003) e del suo seguito (2004) scritte dall'amica e compositrice Yōko Kanno e contenenti i brani Inner Universe e Rise. Origa ha collaborato per la prima volta con Yoko Kanno cantando nei concerti il brano Moon, appartenente alla colonna sonora di Turn-A Gundam scritta e interpretata da Yoko Kanno (Kanno incide i suoi brani sotto pseudonimo e non si esibisce mai live).
Nel 2005 ha inoltre lavorato ai brani dell'anime Fantastic Children (ファンタジックチルドレン?) tra i quali spicca il brano di chiusura Mizu no Madoromi (水のまどろみ ?). Nel 2006 ha composto e cantato la sigla del lungometraggio d'animazione Ghost in the Shell: Solid State Society in collaborazione con Yoko Kanno.
È morta nel 2015 all'età di 44 anni a causa di un tumore polmonare.

## Discografia come cantautrice
- Olga [Demo] (1991)
- ORIGA (1994)
- Crystal Winter [mini-album] (1994)
- Kaze no Naka no Soritea [singolo] (1995)
- Illusia (1995)
- Aria [mini-album] (1996)
- Lira Vetrov (1996)
- Le Vent Vert—Le Temps Bleu (Полюшко Поле) [singolo] (1998)
- Eternal (Eien) (1998)
- The Best of Origa (1999)
- Era of Queens (2003)
- Mizu no Madoromi [singolo] (2004)
- Aurora (2005)

## Discografia come cantante collaboratrice
- Ao no Jidai: Original TV Soundtrack / Artisti vari (1998 - testo ed esecuzione di "Le Vent Vert—Le Temps Bleu (Poljushko Pole)")
- Turn-A Gundam: The Concert / Yōko Kanno (2000 - esecuzione di "Moon")
- Princess Arete: Original Movie Soundtrack / Akira Senju (2001 - testo ed esecuzione di "Krasno Solntse (Puroroogu)", "Majo no Yubiwa", "Krasno Solntse (Sutoorii)" & "Krasno Solntse")
- Ghost in the Shell: Stand Alone Complex OST / Yōko Kanno (2003 - testo ed esecuzione di "Inner Universe")
- "GET9" [singolo] / Yōko Kanno (2004 - testo ed esecuzione di "Rise")
- Ghost in the Shell: Stand Alone Complex OST / Yōko Kanno (2004 - testo ed esecuzione di "Inner Universe" e "Rise (versione TV)")
- Ghost in the Shell: Stand Alone Complex OST 2 / Yōko Kanno (2004 - testo ed esecuzione di "Rise")
- Ghost in the Shell: Stand Alone Complex OST 3 / Yōko Kanno (2005 - esecuzione di "Flashback Memory Plug" con Benedict Delmaestro)
- Fantastic Children: Original TV Soundtrack 1 / Kouji Ueno (2005 - testo ed esecuzione di "Pobezhdaet Ljubovj? (versione TV)")
- Fantastic Children: Drama & Artbook / Kouji Ueno (2005 - testo ed esecuzione di  "Fuyuu Yume" - versioni giapponese e russa)
- Final Fantasy XIII-2